# Biblia atlántica

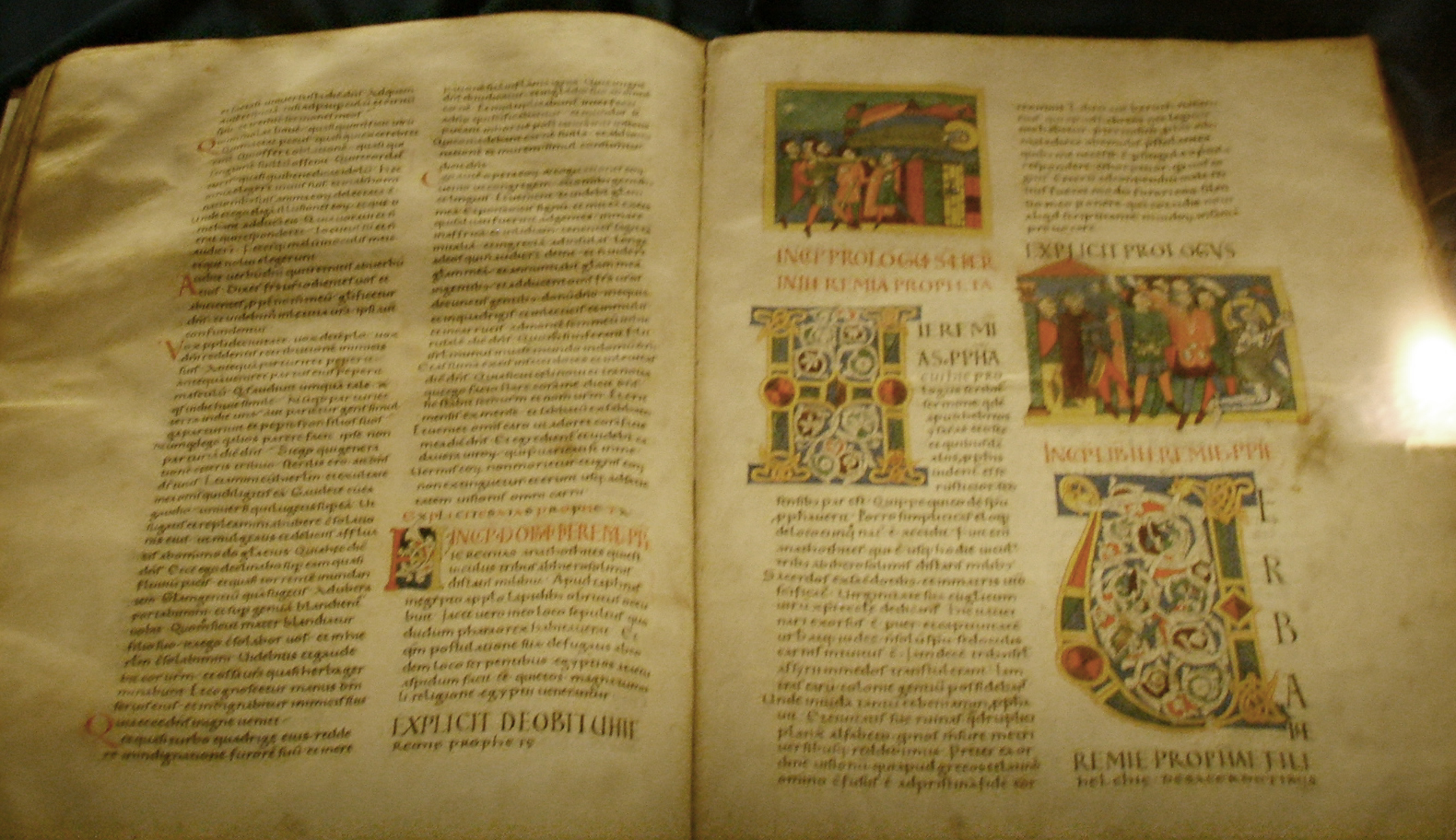
Biblia de Santa Maria del Fiore (BML, Ms. Edili.126), una biblia atlántica elaborada en Toscana en el siglo

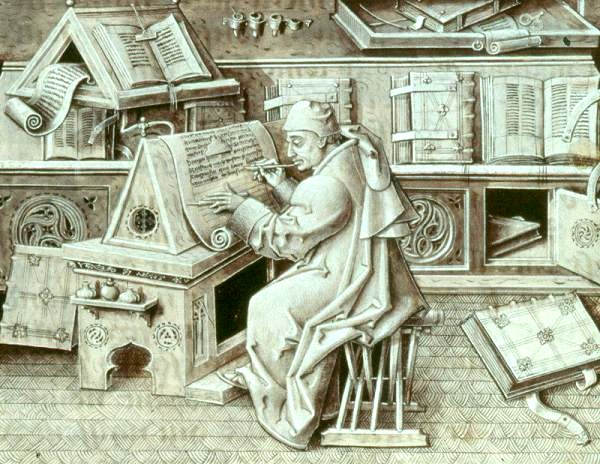
Scriptorium medieval

Una biblia atlántica (en italiano, bibbie atlantiche) es una biblia manuscrita iluminada de grandes dimensiones realizada en el centro de Italia entre mediados del siglo XI y la segunda mitad del siglo XII. Producidas en el contexto de la Reforma gregoriana, ayudaron a promover la primacía del texto bíblico en la difusión de la reforma en Italia, en particular, y en la Europa medieval, en general. Un centenar de manuscritos de este tipo ya se han catalogado en el mundo.

## Origen
En base a «la homogeneidad que se daba entre estas biblias, en cuanto a forma y contenido, se ha vinculado con un hecho histórico esencial para la espiritualidad de la Edad Media», la reforma gregoriana cuya decisión acerca de «imponer el rito romano sobre liturgias locales» contribuyó a renovar el interés por la copia de manuscritos bíblicos a mediados del siglo XI. La reforma creó nuevas necesidades de materiales litúrgicos. 
Un segundo elemento determinante «para la escritura y decoración de las biblias atlánticas» fue «la actividad de los monjes de Cluny en los scriptoria de sus monasterios.» Parte de la regla de San Benito era «la lectura y el recitado de la Biblia» en espacios comunitarios (coro, refectorio). En 1080 el monje Uldarico, «siguiendo el mandato del Guillaume de Hirsau, abad de Cluny» elabora un documento donde « se especifica de nuevo que la lectura anual, en el coro o en el refectorio, debía seguir un orden preestablecido acorde con el ordo romano».
Los manuscritos grandes dimensiones permiten escribir el texto bíblico completo y sin abreviaturas. Estas biblias monumentales constituyen también manifiestos de la renovación del poder religioso frente al poder imperial en Italia. Los laicos, sin embargo, son los principales promotores de estos manuscritos aunque no todos ellos son güelfos (partidarios de la facción papal), ya que algunos son más bien gibelinos (facción imperial). El papel ambivalente de Ermenfried de Sion, padrino de una biblia que aún se conserva en Sion (Valais) revela la porosidad de los dos campos que se supone que se oponen: es legado del Papa en varias ocasiones y luego canciller de Borgoña en nombre del emperador Enrique IV. Estas biblias se ofrecen generalmente a instituciones religiosas.
El lugar de elaboración de estas biblias es difícil de determinar. Ninguno de los manuscritos más antiguos contiene un colofón que indique su taller de origen. Sin embargo, las biblias son lo suficientemente variadas para poder decir que provienen de múltiples talleres. La biblia más antigua que contiene tal colofón es la Biblia Corbolinus (Biblioteca Medicea Laurenciana, BML, Conv. Soppr. 630, f. 324v) data de 1140 y procede de la Toscana. En general, parece que solo una minoría de los manuscritos proceden de Roma y Umbría, pero más a menudo de la Toscana y los alrededores de Pisa. 

## Características principales
El centenar de manuscritos enumerados de este tipo muestran una gran homogeneidad. Todos son grandes (sobre los 55 x 35 cm de promedio) lo que les valió el calificativo de "atlántico" y presentan «caracteres comunes en lo que respecta a su paleografía y decoración.»
Contienen el texto completo de la Vulgata y están escritos sistemáticamente en minúsculas carolinas. 
Su ilustración también está estandarizada en forma de grandes iniciales de colores colocadas al comienzo de cada libro bíblico y en estilo geométrico. Por lo general, ocupan toda la longitud de la página al comienzo de la carta de dedicación de San Jerónimo y al comienzo del Libro del Génesis. Los cánones de concordancia se ubican sistemáticamente antes del Nuevo Testamento. En las biblias se encuentran dos tipos de iniciales: las iniciales hollow schaft que contienen pequeños compartimentos en el cuerpo de la letra decorados con motivos foliados o abstractos, típicas de las biblias más antiguas, generalmente romanas o de Umbría, mientras que las iniciales full schaft, decoradas con una cinta de color cubierta con entrelazado blanco, son típicas de Biblias toscanas posteriores.
Los manuscritos más valiosos también están decorados con miniaturas más o menos grandes en el estilo románico que entonces emergente en Italia.

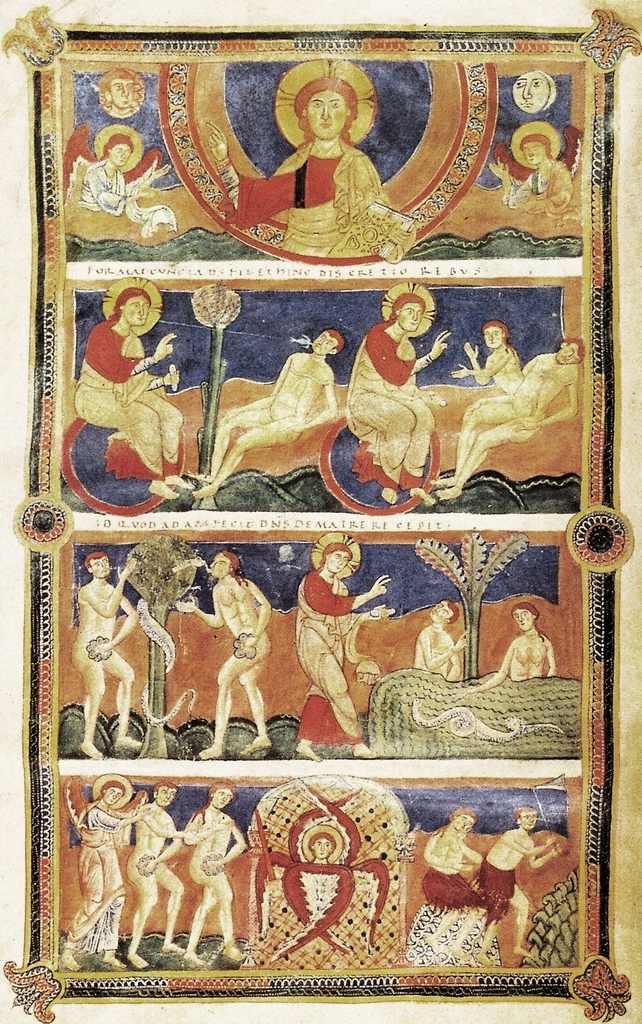
Miniatura a toda página de la Biblia del Panteón, Biblioteca Apostólica Vaticana.
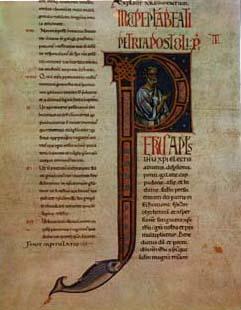
Letra capital de la Biblia de Calci, Museo Nacional San Matteo
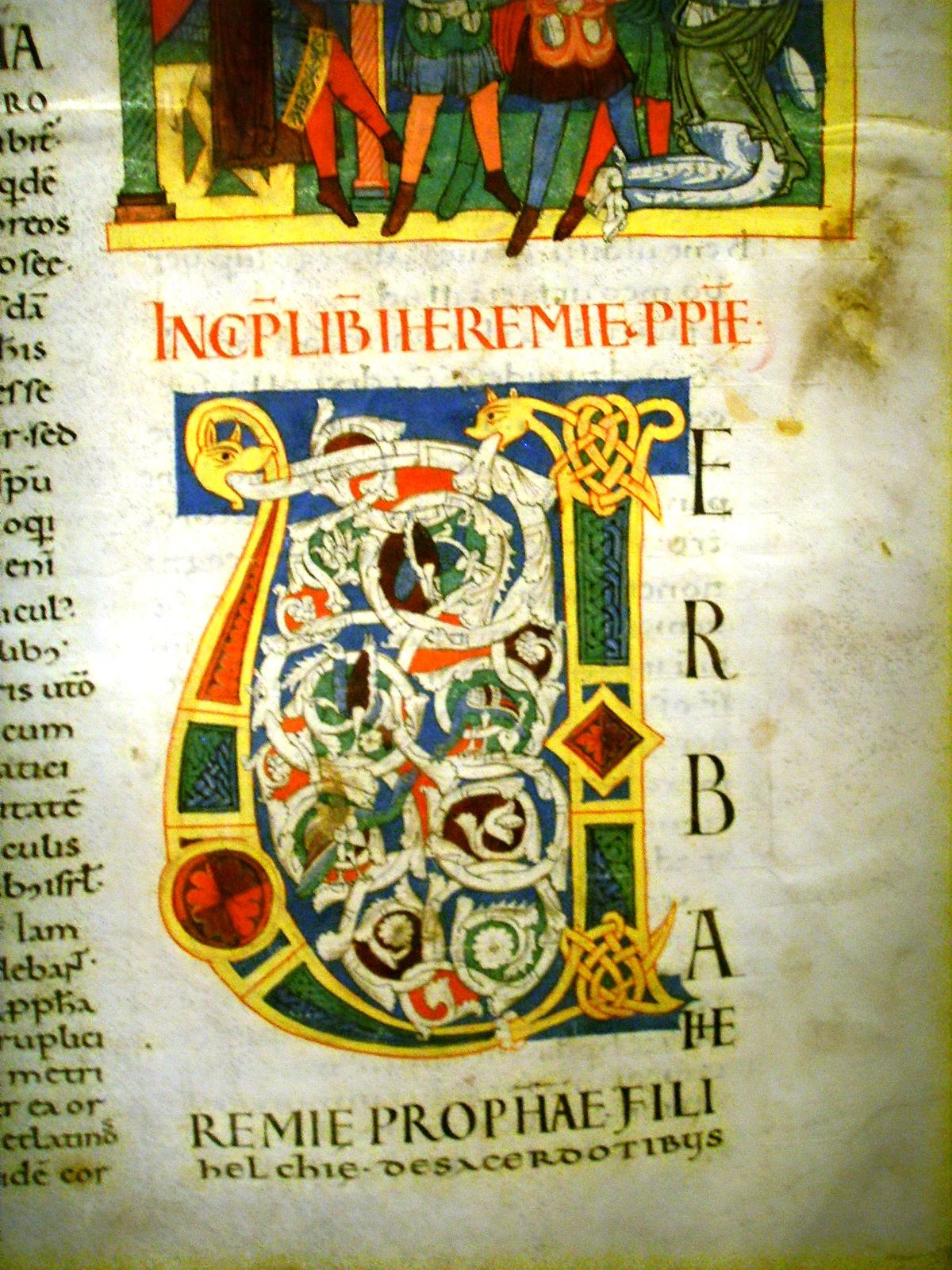
Detalle de una letra capital de la Biblia de Santa Maria del Fiore.

## Historiografía
Fue el historiador del arte Pietro Toesca quien primero dio el nombre de “atlánticas” a estas grandes biblias románicas en 1912. También otros autores dejan constancia de sus dimensiones como Mario Salmi y Otto Pächt «al hablar de “biblias monumentales”» o Ernst Kitzinger «al denominarlas “biblias gigantes”».